# Norio Wakamoto
Norio Wakamoto (født 18. oktober 1945 i Japan) er en japansk tegnefilmsdubber. Han er bedst kendt som stemmen bag Celle i Dragon Ball Z.